# 1845
| [ Edytuj tabelę ]              | |
| Król Polski (tytularny)        | - 1831 Mikołaj I Romanow 1855 |
| Emir Afganistanu               | - 1842 Dost Mohammad Chan 1863 |
| Współksiążęta Andory           | - 1827 Simó Rojas de Guardiola y Hortoneda 1851 - 1830 Ludwik Filip I 1848                                                                  |
| Prezydent Argentyny            | - 1835 gen. Juan Manuel de Rosas 1852 |
| Cesarz Austrii                 | - 1835 Ferdynand I Habsburg 1848 |
| Król Bawarii                   | - 1825 Ludwik I 1848 |
| Król Belgów                    | - 1831 Leopold I 1865 |
| Premier Belgii                 | - 1841 Jean-Baptiste Nothomb 1845 - 1845 Sylvain Van de Weyer 1846                                                                          |
| Prezydent Boliwii              | - 1841 José Ballivián 1847 |
| Cesarz Brazylii                | - 1831 Pedro II 1889 |
| Sułtan Brunei                  | - 1829 Omar Ali Saifuddin II 1852 |
| Prezydent Chile                | - 1841 Manuel Bulnes 1851 |
| Cesarz Chin                    | - 1820 Daoguang 1850 |
| Król Czech                     | - 1835 Ferdynand I Habsburg 1848 |
| Król Danii                     | - 1839 Chrystian VIII 1848 |
| Dalajlama                      | - 1838 Khedrub Gjaco 1856 |
| Prezydent Dominikany           | - 1844 Pedro Santana 1848 |
| Władca Egiptu                  | - 1805 Muhammad Ali 1848 |
| Prezydent Ekwadoru             | - 1839 Juan José Flores 1845 - 1845 José Joaquín de Olmedo 1845 - 1845 Vicente Ramón Roca 1849                                              |
| Premier Francji                | - 1840 Nicolas Jean de Dieu Soult 1847 |
| Król Francji                   | - 1830 Ludwik Filip I 1848 |
| Król Grecji                    | - 1831 Otton I 1862 |
| Prezydent Gwatemali            | - 1844 Rafael Carrera y Turcios 1848 |
| Prezydent Haiti                | - 1844 Philippe Guerrier 1845 - 1845 Jean-Louis Pierrot 1846                                                                                |
| Król Hawajów                   | - 1824 Kamehameha III 1854 |
| Król Hiszpanii                 | - 1833 Izabela II 1868 |
| Król Holandii                  | - 1840 Wilhelm II 1849 |
| Prezydent Hondurasu            | - 1845 Rada ministrów 1845 - 1845 Coronado Chávez 1847                                                                                      |
| Szach Iranu                    | - 1834 Mohammad Szah 1848 |
| Państwo Wielkich Mogołów       | - 1837 Bahadur Szah II 1858 |
| Król Irlandii                  | - 1837 Wiktoria Hanowerska 1901 |
| Cesarz Japonii                 | - 1817 Ninkō 1846 |
| Kalif                          | - 1839 Abdülmecid I 1861 |
| Prezydent Kolumbii             | - 1844 gen. Tomás Cipriano de Mosquera 1849                                                                                                 |
| Patriarcha Konstantynopola     | - 1842 German IV 1845 - 1845 Melecjusz III 1845 - 1845 Antym VI 1848                                                                        |
| Władca Korei                   | - 1834 Hŏnjong 1849 |
| Emir Kuwejtu                   | - 1814 Dżabir I 1859 |
| Książę Liechtensteinu          | - 1836 Alojzy II 1858 |
| Wielki książę Luksemburga      | - 1840 Wilhelm II 1849 |
| Sułtan Maroka                  | - 1822 Abd ar-Rahman 1859 |
| Prezydent Meksyku              | - 1844 José Joaquín de Herrera 1845 |
| Książę Monako                  | - 1841 Florestan I 1856 |
| Król Nepalu                    | - 1816 Rajendra 1847 |
| Premier Nepalu                 | - 1843 Mathabar Singh Thapa 1845 - 1845 Fateh Jung Shah 1846                                                                                |
| Król Norwegii                  | - 1844 Oskar I 1859 |
| Sułtan Omanu                   | - 1807 Sa’id ibn Sultan 1856 |
| Papież                         | - 1831 Grzegorz XVI 1846 |
| Prezydent Paragwaju            | - 1844 Carlos Antonio López 1862 |
| Książę Parmy i Piacenzy        | - 1814 Maria Ludwika 1847 |
| Prezydent Peru                 | - 1845 Ramón Castilla 1851 |
| Król Portugalii                | - 1834 Maria II 1853 - 1837 Ferdynand II Koburg (król iure uxoris) 1853                                                                     |
| Król Prus                      | - 1840 Fryderyk Wilhelm IV 1861 |
| Car Rosji                      | - 1825 Mikołaj I 1855 |
| Król Saksonii                  | - 1836 Fryderyk August II Wettyn 1854 |
| Prezydent Salwadoru            | - 1844 Francisco Malespín Herrera 1845 - 1845 Joaquín Eufrasio Guzmán (p.o.) 1846                                                           |
| Kapitanowie Regenci San Marino | - 1844 Pietro Zoli Marino Berti 1845 - 1845 Giambattista Bonelli Francesco Valli 1845 - 1845 Domenico Maria Belzoppi Pier Matteo Berti 1846 |
| Książę Serbii                  | - 1842 Aleksander Karadziordziewić 1858 |
| Król Sardynii                  | - 1831 Karol Albert 1849 |
| Król Szwecji                   | - 1844 Oskar I 1859 |
| Król Tajlandii                 | - 1824 Rama III 1851 |
| Sułtan Turków                  | - 1839 Abdülmecid I 1861 |
| Prezydent Urugwaju             | - 1843 Manuel Oribe 1851 - 1843 Joaquín Suárez (p.o.) 1852                                                                                  |
| Prezydent USA                  | - 1841 John Tyler 1845 - 1845 James Polk 1849                                                                                               |
| Prezydent Wenezueli            | - 1843 Carlos Soublette 1847 |
| Król Węgier                    | - 1835 Ferdynand VI 1848 |
| Monarcha Wielkiej Brytanii     | - 1837 Wiktoria 1901 |
| Premier Wielkiej Brytanii      | - 1841 Robert Peel 1846 |
| Cesarz Wietnamu                | - 1841 Thiệu Trị 1847 |

Rok 1845 / MDCCCXLV
stulecia: XVIII wiek ~
XIX wiek ~
XX wiek

dziesięciolecia:
1810–1819 •
1820–1829 •
1830–1839 •
1840–1849
• 1850–1859
• 1860–1869
• 1870–1879

lata: 1835 «
1840 «
1841 «
1842 «
1843 «
1844 «
1845
» 1846
» 1847
» 1848
» 1849
» 1850
» 1855

## Wydarzenia w Polsce
- 14 kwietnia – założono Królewskie Katolickie Gimnazjum w Ostrowie, zwane później Wielkopolską Szkołą Edukacji Narodowej.
- 14 czerwca – otwarto Kolej Warszawsko-Wiedeńską, pierwszą linię kolejową w Królestwie Polskim (data otwarcia pierwszego odcinka).
- 5 lipca – w Pszczynie ukazało się pierwsze wydanie Tygodnika Polskiego.
- 2 października – utworzono Greckokatolickie Seminarium Duchowne w Przemyślu.

## Wydarzenia na świecie
- 29 stycznia – pierwsza publikacja wiersza Kruk Edgara Allana Poego.
- 31 stycznia – Amerykanin Elias Howe opatentował maszynę do szycia.
- 15 lutego – w mediolańskiej La Scali odbyła się premiera opery Joanna d’Arc Giuseppe Verdiego.
- 3 marca – Floryda stała się 27. stanem USA.
- 4 marca – James Polk został 11. prezydentem Stanów Zjednoczonych.
- 11 marca – wojny maoryskie: rozpoczęła się wojna o maszt flagowy (Nowa Zelandia).
- 13 marca – w Lipsku odbyła się premiera Koncertu skrzypcowego e-moll Felixa Mendelssohna-Bartholdy’ego.
- 17 marca – Anglik Stephen Perry zdobył patent na gumkę recepturkę.
- 2 kwietnia – francuscy fizycy Armand Fizeau i Jean Bernard Léon Foucault wykonali pierwsze zdjęcie Słońca.
- 4 kwietnia – James Esdaile przeprowadził w szpitalu w Kalkucie pierwszą operację na pacjencie znieczulonym przy pomocy hipnozy.
- 10 kwietnia – w Pittsburghu w stanie Pensylwania spłonęło ponad tysiąc budynków.
- 20 kwietnia – Ramón Castilla został po raz drugi prezydentem Peru.
- 19 maja – angielskie okręty HMS „Erebus” i HMS „Terror” wypłynęły pod dowództwem admirała Johna Franklina w wyprawę do Ameryki Północnej, której celem było odkrycie Przejścia Północno-Zachodniego.
- 2 czerwca – została odkryta kometa C/1845 L1 (Wielka Kometa Czerwcowa).
- 14 lipca – wielki pożar Nowego Jorku.
- 4 sierpnia – na dworzec w Pradze wjechał pierwszy pociąg parowy.
- 12 sierpnia – w Neapolu odbyła się premiera opery Alzira Giuseppe Verdiego.
- 20 sierpnia – otwarto pierwszy dworzec kolejowy w Pradze, dziś noszący imię Masaryka.
- 28 sierpnia – ukazało się pierwsze wydanie miesięcznika popularnonaukowego Scientific American.
- 9 października – John Henry Newman, późniejszy kardynał, beatyfikowany przez Benedykta XVI, dokonał konwersji z anglikanizmu.
- 10 października – w Annapolis powstała Akademia Marynarki Wojennej Stanów Zjednoczonych.
- 4 grudnia – Jerzy Tupou I został ogłoszony pierwszym królem Tonga.
- 8 grudnia – Karl Ludwig Hencke odkrył planetoidę (5) Astraea.
- 18 grudnia – I wojna brytyjsko-sikhijska: zwycięstwo Brytyjczyków nad Sikhami w bitwie pod Mudki w Indiach.
- 21 grudnia – I wojna brytyjsko-sikhijska: rozpoczęła się bitwa pod Ferozeshah.
- 22 grudnia – I wojna brytyjsko-sikhijska: zwycięstwo wojsk brytyjskich w bitwie pod Ferozeshah.
- 29 grudnia – Teksas (dawna zbuntowana meksykańska prowincja, która od dziesięciu lat funkcjonowała już jako niepodległe państwo - Republika Teksasu) przystąpiła jako 28. stan do Stanów Zjednoczonych Ameryki; stało się to bezpośrednią przyczyną wybuchu wojny amerykańsko-meksykańskiej.
- Początek prac wykopaliskowych prowadzących do odkrycia asyryjskiego miasta Niniwy.
- Założono wydział policji NYPD w Nowym Jorku.

## Urodzili się
- 4 stycznia – Eugenia Ravasco, włoska zakonnica, założycielka Zgromadzenia Sióstr Najświętszych Serc Jezusa i Maryi, błogosławiona katolicka (zm. 1900)
- 7 stycznia:
  - Ludwik III, król Bawarii (zm. 1921)
  - Paul Deussen, niemiecki filozof, historyk, indolog (zm. 1919)
- 2 lutego – William Henry White, brytyjski architekt okrętowy (zm. 1913)
- 5 lutego – John Walter Smith, amerykański, polityk, senator ze stanu Maryland (zm. 1925)
- 15 lutego – Elihu Root, amerykański polityk, dyplomata, sekretarz stanu, laureat Pokojowej Nagrody Nobla (zm. 1937)
- 3 marca – Georg Cantor, niemiecki matematyk, twórca teorii mnogości (zm. 1918)
- 6 marca – Giuseppe Toniolo, włoski ekonomista, błogosławiony katolicki (zm. 1918)
- 13 marca – Jan Niecisław Baudouin de Courtenay, polski językoznawca (zm. 1929)
- 27 marca – Wilhelm Röntgen, fizyk niemiecki, laureat Nagrody Nobla (zm. 1923)
- 4 maja – William Kingdon Clifford, brytyjski matematyk, filozof (zm. 1879)
- 14 maja – Stanisław Stojałowski, polski duchowny katolicki, polityk i działacz ludowy w Galicji (zm. 1911)
- 15 maja
  - Jan Czerski, polski geolog, paleontolog, przyrodnik i badacz Syberii (zm. 1892)
  - Ilja Miecznikow (ros. Илья Ильич Мечников), rosyjski zoolog i mikrobiolog, laureat Nagrody Nobla (zm. 1916)
- 31 maja – Kandyda Maria od Jezusa, zakonnica, święta katolicka (zm. 1912)
- 13 czerwca – Enrico Hillyer Giglioli, włoski antropolog i zoolog (zm. 1909)
- 18 czerwca – Charles Laveran, francuski parazytolog, lekarz wojskowy, laureat Nagrody Nobla (zm. 1922)
- 9 lipca – George Darwin, angielski matematyk i astronom (zm. 1912)
- 15 lipca – Maria Teresa Habsburg, arcyksiężniczka austriacka (zm. 1927)
- 25 lipca - Anna Danysz, polska nauczycielka (zm. 1907)
- 9 sierpnia – Andrzej Bessette, kanadyjski zakonnik ze Zgromadzenia Świętego Krzyża, święty katolicki (zm. 1937)
- 25 sierpnia – Ludwik II Szalony, król Bawarii (zm. 1886)
- 5 września – Maria Magdalena od Męki Pańskiej, włoska zakonnica, błogosławiona katolicka (zm. 1921)
- 22 września – Wilhelmina Koch, niemiecka kompozytorka pieśni sakralnych i świeckich, motetów biblijnych oraz muzyki chóralnej i instrumentalnej (zm. 1924)
- 14 października – Marian Jezus Euse Hoyos, duchowny katolicki, pierwszy rodowity Kolumbijczyk ogłoszony błogosławionym (zm. 1926)
- 18 października – Julian Niedźwiedzki, polsko-ukraiński mineralog, geolog (zm. 1918)
- 28 października – Zygmunt Wróblewski, polski fizyk, członek Akademii Umiejętności (zm. 1888)
- 1 listopada – Zygmunt Gorazdowski, polski duchowny katolicki, założyciel Zgromadzenia Sióstr św. Józefa, święty (zm. 1920)
- 3 listopada
  - Edward Douglass White, amerykański polityk, senator ze stanu Luizjana (zm. 1921)
  - Zygmunt Gloger, polski etnograf, krajoznawca i historyk (zm. 1910)
- 9 listopada
  - Salvador Martínez Cubells, hiszpański malarz i konserwator sztuki (zm. 1914)
  - Józef Kościelski, poeta, dramaturg, wielkopolski działacz polityczny (zm. 1911)
- 15 listopada – Tina Blau, austriacka malarka (zm. 1916)
- 6 grudnia – Petra od św. Józefa, założycielka Instytutu Sióstr Matek Opuszczonych, błogosławiona katolicka (zm. 1906)
- 8 grudnia – Herbert Giles, brytyjski dyplomata i sinolog (zm. 1935)
- 24 grudnia – Jerzy I Glücksburg, król Grecji (zm. 1913)
- 29 grudnia – Tomasz Chmieliński, powstaniec styczniowy (zm. 1944)
- data dzienna nieznana: 
  - Aleksy U Se-yŏng, koreański męczennik, święty katolicki (zm. 1866)

## Święta ruchome
- Tłusty czwartek: 30 stycznia
- Ostatki: 4 lutego
- Popielec: 5 lutego
- Niedziela Palmowa: 16 marca
- Wielki Czwartek: 20 marca
- Wielki Piątek: 21 marca
- Wielka Sobota: 22 marca
- Wielkanoc: 23 marca
- Poniedziałek Wielkanocny: 24 marca
- Wniebowstąpienie Pańskie: 1 maja
- Zesłanie Ducha Świętego: 11 maja
- Boże Ciało: 22 maja